# Nasrullah Khan

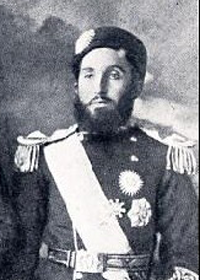
Nasrullah Khan

Nasrullah Khan (persisch نصرالله خان Nasrollah Chan; auch genannt Sardar Nasrullah und auch geschrieben Nasr Ullah Khan; * 1875 in Samarkand, Russisch-Turkestan; † 31. Mai 1920 in Kabul, Afghanistan) war der langjährige afghanische Kronprinz und kurzzeitige 16. Emir von Afghanistan. 
In seiner Funktion als Kronprinz vertrat er seinen damals kranken Vater und besuchte 1895 Großbritannien. Dabei traf er sich mit Königin Victoria. Während seines Trips übergab er Abdul Karim, dem indischen Sekretär Victorias, ein Gastgeschenk.
Nasrullah galt als ein Hāfiz und stand panislamischen Ideen nahe. Er galt als ausgesprochen anti-britisch und unterstützte Gruppen jenseits der Durand-Linie in Britisch-Indien in ihrem anti-britischen Kampf. Diese Aktivitäten forcierte er gegebenenfalls unter Duldung seines Bruders Habibullah.
Im Verlauf des Ersten Weltkriegs und in der unmittelbaren Nachkriegszeit war Nasrullah Khan mit den Mitgliedern der provisorischen indischen Regierung in Kabul befreundet, der unter anderem Mahendra Pratap als Präsident und Abdul Hafiz Mohamed Barakatullah als Premierminister angehörten. Auch im Ersten Weltkrieg freundete er sich mit den Mitgliedern der deutsch-osmanischen Niedermayer-Hentig-Expedition an. Am Hof führte er die pro-deutsche Fraktion an, die auf Seiten der Mittelmächte in den Ersten Weltkrieg eintreten wollten.
Er wollte 1919 als Erbe die Nachfolge seines ermordeten Bruders Habibullah Khan antreten. Wahrscheinlich standen er selbst und Mohammed Nadir Schah hinter der Ermordung. Nasrullah erklärte sich zum Emir Afghanistans und Inayatullah Khan, Habibullahs Sohn, erkannte ihn an. Doch Nasrullahs Neffe, Amanullah Khan, der damalige Gouverneur von Kabul, bootete ihn jedoch aus und übernahm selbst die Macht.
Amanullah erklärte Nasrullah zum Verantwortlichen für den Tod Habibullahs. Ein Jahr nach seiner Absetzung wurde er im Gefängnis ermordet – wahrscheinlich auf Befehl Amanullahs.